# The Clash
The Clash — англійський панк-рок гурт, заснований 1976 року. Його діяльність тривала впродовж 10 років. Творчість гурту вважається переломною в історії панк-року.

## Історія гурту

### Історія створення і склад
Історія The Clash почалася на початку літа 1976 року.  Склад групи неодноразово змінювався, але 2 музиканта відстояли «вахту» від старту до фінішу - гітарист і співак Джо Страммер і бас-гітарист Пол Симон, майже до кінця виконував також функції бек-вокаліста.  Найбільша плинність відзначалася у ударників.
Довго членом колективу і автором пісень був Мік Джонс, до The Clash трудився гітаристом в глем-рок-групі The Delinquents і прото-панк-групі London SS.  Джонс, як і Страммер, мав єврейське коріння.  Біля витоків The Clash стояли також Кіт Левен, потім переключився на створення колективу Public Image Ltd, і ударник Террі Чаймс.

## Учасники гурту

### Класичний склад
| Фото        | Ім'я         | Роки                         | Інструменти   | Участь в релізах                                                  |
| ----------- | ------------ | ---------------------------- | ------------- | ----------------------------------------------------------------- |
|             | Джо Страммер | Травень 1976—1986            | Гітара, вокал | Всі релізи The Clash                                              |
| Пол Сімонон | Пол Сімонон  | Травень 1976—1986            | Бас-гітара    | Всі релізи The Clash                                              |
| Мік Джонс   | Мік Джонс    | Травень 1976 — Вересень 1983 | Гітара, вокал | Всі релізи The Clash, крім Cut the Crap (1985)                    |
|             | Топпер Гідон | Травень 1977 — Травень 1982  | Ударні        | Всі релізи The Clash, крім The Clash (1977) і Cut the Crap (1985) |

### Колишні
| Ім'я        | Роки                                                                                 | Інструменти | Участь у релізах    |
| ----------- | ------------------------------------------------------------------------------------ | ----------- | ------------------- |
| Террі Чаймс | Травень 1976 — Листопад 1976; Лютий 1977 — Травень 1977; Травень 1982 — Травень 1983 | Ударні      | The Clash (1977)    |
| Кейт Левін  | Травень 1976 — Вересень 1976                                                         | Гітара      | немає               |
| Роб Харпер  | Грудень 1976 — Січень 1977                                                           | Ударні      | немає               |
| Піт Говард  | 1984                                                                                 | Ударні      | немає               |
| Нік Шеппард | з 1984 по 1987 роки                                                                  | Гітара      | Cut the Crap (1985) |
| Вінс Вайт   | Вересень 1983—1986                                                                   | Гітара      | Cut the Crap (1985) |

## Дискографія
- The Clash (UK Version) (1977)
- Give 'Em Enough Rope (1978)
- The Clash (US Version) (1979)
- London Calling (1979)
- Sandinista! (1980)
- Combat Rock (1982)
- Cut The Crap (1985)
- Super Black Market Clash (1994)
- From Here To Eternity: Live (1999)